# 梁佩兰
梁佩兰（1629年—1705年），字芝五，号药亭，晚号郁州，广东南海人。清初政治人物、诗人。

## 生平
顺治十四年（1657年）鄉試第一（解元），後六試不第:69，即潛心治學，書法學李邕、苏轼和米芾，与屈大均、陈恭尹合稱“嶺南三大家”。为康熙《南海县志》作序。康熙二十年（1681年）冬，与朱彝尊等结诗社。康熙二十七年（1688年）登进士，授翰林院庶吉士，翌年告假还乡:69，康熙四十四年（1705年）病逝廣州。葬于广州市东北郊白云山柯子岭南麓。私谥文介先生。著有《六莹堂集》。